# Мауле (Чили)
Мауле (исп. Maule) — посёлок в Чили. Административный центр одноимённой коммуны. Население — 3967 человек (2002).   Посёлок и коммуна входит в состав провинции Талька  и области Мауле.
Территория — 190 км². Численность населения — 49 721 жителя (2017). Плотность населения — 261,7 чел./км².

## Расположение
Посёлок расположен в 13 км на юг от административного центра области города Талька.
Коммуна граничит:
- на севере — c коммуной Пенкауэ
- на северо-востоке — c коммуной Талька
- на востоке — с коммуной  Сан-Клементе
- на юге — c коммуной Йербас-Буэнас
- на юго-западе — c коммуной Сан-Хавьер-де-Ланкомилья

## Демография
Согласно сведениям, собранным в ходе переписи 2017 г  Национальным институтом статистики (INE),  население коммуны составляет:
| Полное население                          | Полное население                          | Полное население                          | Полное население                          | Полное население                          | 49 721 |
| ----------------------------------------- | ----------------------------------------- | ----------------------------------------- | ----------------------------------------- | ----------------------------------------- | ------ |
| в том числе:                              | Городское население                       | 38 834                                    | Процент городского населения, %           | 78,10                                     |        |
|                                           | Сельское население                        | 10 887                                    | Процент сельского населения, %            | 21,90                                     |        |
|                                           | Мужское население                         | 24 259                                    | Процент мужского населения, %             | 48,79                                     |        |
|                                           | Женское население                         | 25 462                                    | Процент женского населения, %             | 51,21                                     |        |
| Плотность населения, чел/км²              | Плотность населения, чел/км²              | Плотность населения, чел/км²              | Плотность населения, чел/км²              | Плотность населения, чел/км²              | 261,7  |
| Население коммуны в % к населению области | Население коммуны в % к населению области | Население коммуны в % к населению области | Население коммуны в % к населению области | Население коммуны в % к населению области | 4,76   |

### Важнейшие населённые пункты коммуны
- Мауле (посёлок) — 3967 жителей
- Вилья-Франсия (посёлок) — 1432 жителей
- Чакарильяс (посёлок) — 1123 жителей